# María José Ruiz

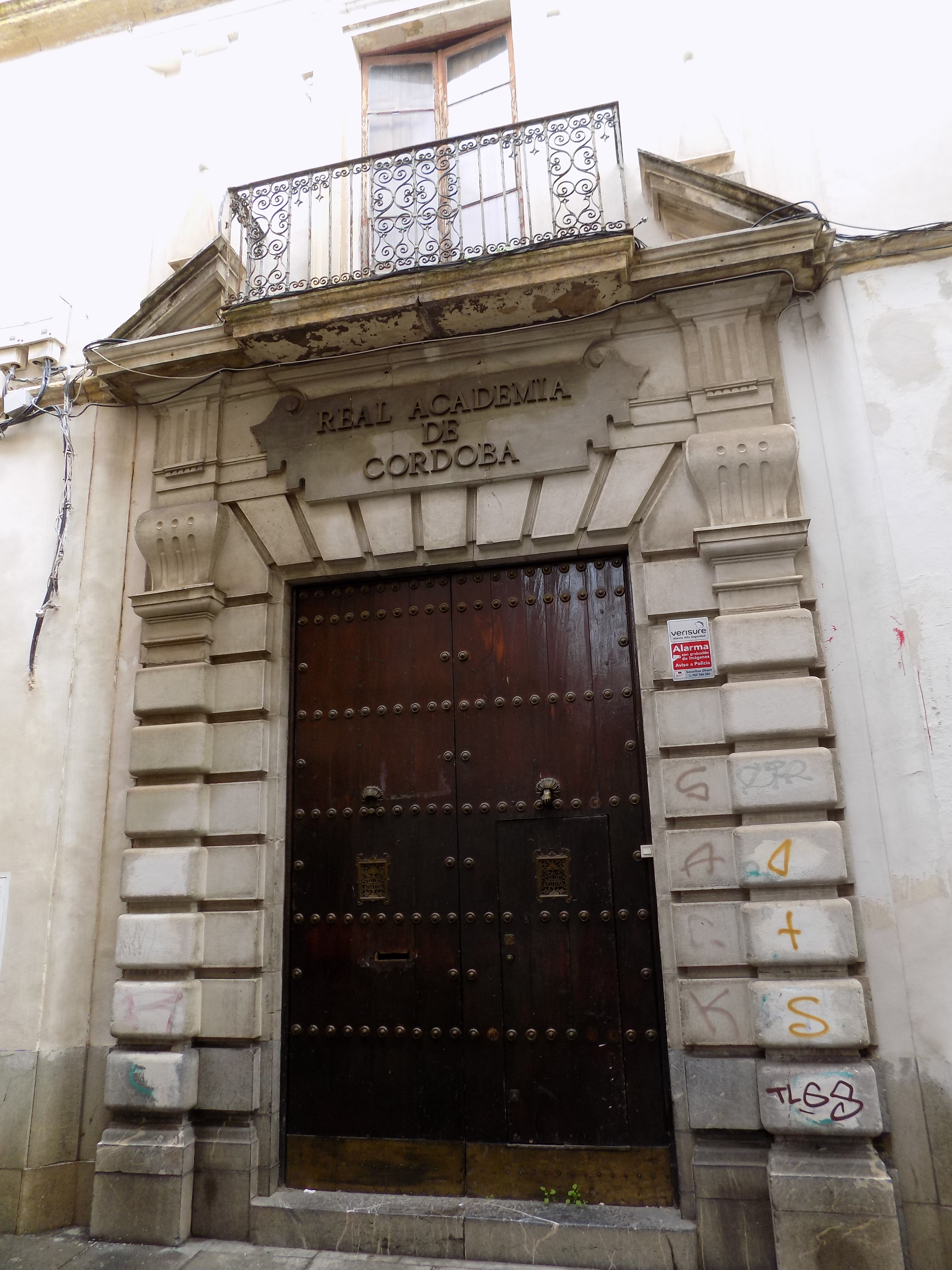
Fachada de la Real Academia de Córdoba, de la que es correspondiente la pintora María José Ruiz.

María José Ruiz (Montilla, Córdoba, 2 de diciembre de 1966) es una pintora española. Formada en la Facultad de Bellas Artes de Sevilla, es académica correspondiente de la Real Academia de Córdoba.

## Biografía
María José Ruiz López nació en Montilla (Córdoba) el 2 de diciembre de 1966. Estudió Derecho por la Universidad de Córdoba, licenciándose en 1991. Más tarde dirigió sus pasos hacia las Bellas Artes, licenciándose en la Facultad de Bellas Artes de la Universidad de Sevilla en 1999.
Ha colaborado en el mediometraje de Ernesto Hita titulado “Kopfschmerzen, Die Bestia”.
En 2018, junto a un grupo de artistas locales, fundó la asociación "Córdoba Contemporánea". Entre los artistas figuran Arroyo Ceballos, José Manuel Belmonte, Manuel Castillero, Rafael Cervantes, Francisco Escalera, María José Ruiz, José Luis Muñoz, Pepe Puntas, José María Serrano, Noe Serrano y Francisco Vera Muñoz.

## Estética
La obra de María José Ruiz se inscribe en el hiperrealismo contemporáneo, cercana a la obra de Eugenio Ocaña (Granada, 1978) o Paul Lisak (Bayona, 1967), aunque muestra un interés mayor por la experimentación con diferentes técnicas y estilos. Su obra, que arranca en su etapa de estudiante de arte, nace de una voluntad expresionista, influenciada por artistas como Francis Bacon o Lucian Freud, para evolucionar a un período más realista, con pintura de animales o bodegones, y evolucionar más tarde a una pintura hiperrealista, cargado de símbolos históricos o personajes de leyenda, y que se transforma más tarde, otra vez interesada en detalles expresionistas. La temática de su obra gira en torno a lo religioso y a lo social, sin desdeñar tampoco un simbolismo muy personal y no exento de ironía o metapintura.

## Obras
Sus obras cuelgan en instituciones como la Mezquita Catedral de Córdoba, el Centro de Arte Contemporáneo de Cittanova (Italia), la Accademia Internazionale dei Micenei (Italia), la Fundación Focus Abengoa de Sevilla, la Fundación Rafael Botí de la Diputación Provincial de Córdoba, la Facultad de Filosofía y Letras de Granada, la Facultad de Bellas Artes de Sevilla, el Ayuntamiento de Montilla, el Ayuntamiento de Gines, el Museo Juan Colín de Montilla, la Casa Museo del Inca Garcilaso de la Vega en Montilla, las iglesias de Santiago y de San Agustín en Montilla y la iglesia de San Pedro Apóstol en Casas de Don Pedro (Badajoz).

## Exposiciones
Ruiz comenzó a exponer a finales de los años 90, cuando expuso en la basílica de San Juan de Letrán de Roma. Sus cuadros han sido mostrados en Italia, Francia, Alemania y distintos puntos de España. Obras suya de temática religiosa se pueden ver igualmente en las catedrales de Córdoba, Toledo y Moyobamba, en Perú. También en el Pontificio Colegio Español de San José de Roma, el Ayuntamiento de Núremberg, el Centro de Arte Contemporáneo de Cittanova (Italia), la Accademia Internazionale dei Micenei (Italia), la Fundación Focus Abengoa (Sevilla) o la Fundación Rafael Botí.
En 2015 colaboró con un cuadro en la exposición «Faces of Christ», exposición itinerante por Estados Unidos de la colección de Steen Heidemann.
En 2016 presentó la muestra «Ad fascinans» en la ciudad alemana de Núremberg, muestra que llevó más tarde a Málaga y luego a la localidad cordobesa de Lucena, en el Palacio de los Condes de Santa Ana. El título hacía referencia a la fascinación por un tiempo como el actual, marcado por la revolución tecnológica y por los nuevos lenguajes artísticos. En diciembre de 2018 llevó el conjunto de sus obras al Palacio de la Diputación de Córdoba, en la que incluía una pieza nueva,  «Metamorfosis barroca» (2018). El conjunto, con más de 50 cuadros, es un recorrido completo por 20 años de trabajo.
En enero de 2020 participó en la exposición Islas al mediodía en la sala Vimcorsa de la capital cordobesa, junto a otros ocho artistas plásticos locales, con los que integra el grupo Córdoba contemporánea.

## Reconocimientos
- Premio de pintura "Ciudad de Reggio Calabria" (Presidencia del Parlamento de la Región Calabresa, Italia).
- Premio del Certamen de Pintura S.a.d.m.a.t. (Italia)
- Premio de la "Fondazione Culturale Artisti d’Italia" (Reggio Calabria. Italia)
- Premio III Certamen Nacional de Pintura "José Garnelo" de Montilla (2010).
- Premio VI Certamen Nacional de Pintura "Pedro Bueno" (2010).[11]
- Cartel anunciador de la Feria de Nuestra Señora de la Merced de Córdoba (2013).
- Retrato de san Juan de Ávila que el Ayuntamiento de Montilla entregó al Papa Francisco (2015).
- Premio I Certamen Internacional de Pintura "Gran Capitán" (2015).[12]
- Premio Cordobeses del Año en la categoría de Valores Sociales del Diario Córdoba (2016).[2]